# نصف‌النهار ۹۳ درجه غربی
نصف‌النهار ۹۳ درجه غربی ۹۳مین نصف‌النهار غربی از گرینویچ است که از لحاظ زمانی 6ساعت و 12دقیقه با گرینویچ اختلاف زمانی دارد.
این نصف‌النهار از قطب شمال شروع و از مناطق زیر گذشته و به قطب جنوب ختم می‌شود.
- کانادا
- ایالات متحده آمریکا
- اقیانوس آرام